# Cannibale
«Cannibale» (с фр. — «Каннибал») — французский дадаистский журнал, выходивший под редакцией Франсиса Пикабиа в 1920 году. Всего было выпущено два номера: № 1 — 25 апреля, № 2 — 25 мая.

## Название
По мнению британского искусствоведа Дон Эйдс, в контексте авангардистского противостояния между различными художественными течениями название «Cannibale» позволяло дадаистам убить одним выстрелом двух зайцев — одновременно высмеять превозносимую футуристами примитивистскую чувственность и докубистские полотна Пабло Пикассо, имитировавшие изображения первобытных африканских масок и статуэток. Название издания также может быть отнесено к области извечной напряжённости между жизнью и искусством. Происхождение многих материалов на страницах журнала (начиная от коллажей из фотографий и текстов и заканчивая переписанными заметками из бульварной прессы) напрямую связано с повседневной жизнью, а не с интеллектуальной, философской, литературной и эстетической сферами того времени. При выходе за рамки осознанной пародии наполнение издания может рассматриваться как форма культурного каннибализма повседневности.

## История
Намереваясь придать ещё больше напористости и агрессивности дадаистским акциям по десакрализации (низвержению) искусства, Ф. Пикабиа принял решение заменить один свой журнал, «391» (после выпуска № 12 от марта 1920 года), на другой, под куда более доходчивым названием «Cannibale». 
Содержание «Cannibale» было проникнуто духом присущих дадаизму творческого анархизма и богемного бунтарства. № 1 был выпущен 25 апреля 1920 года на 18 полосах. Отдельные материалы номера по прошествии времени приобрели известность: «Портрет Сезанна» Ф. Пикабиа, представляющий собой изображение игрушечной обезьяны; «Картина Дада» в виде подлинного чека на 115 долларов, выписанного Марселем Дюшаном 3 декабря 1919 года доктору Даниэлю Цанку в качестве оплаты за услуги дантиста на листе бумаги размером 22 на 40 сантиметров; стихи под заглавием «Великая случайность» за авторством некоего виконта В. де Фолька; скетч Андре Бретона и Филиппа Супо «Вы меня забудете», впоследствии сыгранный на фестивале Дада 26 мая; письмо Жана Кокто о разрыве, а также желчные выпады против известных литераторов и художников, в особенности против П. Пикассо («Один из наших друзей в ответ на мой вопрос о том, что нового у Пикассо, объявил, что был в его бюро. Возможно, это и так»).
Луи Арагон предоставил журналу своё «литерное» стихотворение, ставшее впоследствии объектом насмешек на страницах массовой прессы:

САМОУБИЙСТВО

a b c d e f

g h i j k l

m n o p q r

s t u v w

x y z

Алфавит (на этот раз в обратном порядке) перепечатали многие газеты, поименовав эту акцию «Обновление».
Поль Элюар передал «Cannibale» сразу два своих произведения  — стихотворное сочинение «Друг? Нет, или Стихотворение-Элюар» («Наше единение так же чисто, как бокалы перед обедом [...]») и отчасти ироничный, отчасти поэтический текст о мимолётных приключениях Дада, завершающийся автобиографическим пассажем:

Поль Элюар, торговец выдохшимся вином, пятое колесо в карете, Элюар, не способный на добро ради зла или на зло ради добра. Плачевный математик, друзья высвистывают ему слова, чтобы он понял

                                                                                                                                                                               уже

                                                                                                                                                                               Поль Дроль

                                                                                                                                                                               1, 3, 5, 7… улица Покоя.

№ 2 увидел свет 25 мая 1920 года, в канун вечера в зале «Гаво». Хотя этот выпуск и был призван объединить «всех дадаистов мира», на деле в его подготовке принимали участие те же самые лица. Среди прочего номер включал в себя: фрагмент телефонного справочника под названием «PSST», состоящий из перечня «Бретонов» (от «Бретон, образцовое скотство» до «Бретон и Ко Уголь оптом») и подписанный «Бретон (Андре)»; желчные оскорбления Ф. Пикабиа и Жоржа Рибемон-Дессеня в адрес Альбера Глеза и обзор прессы; «записные книжки», предназначенные для всевозможных сплетен и подписанные различными более или менее фиктивными именами (Кукулен, Эзан и т. д.).

## Комментарии
1. ↑  Псевдоним поэта, означающий «Поль Смешной», «Поль Забавный» (фр. Paul Draule).